# ザイアフィング
Thyrfing（テュルフィン）は、スウェーデン・ストックホルム出身のヴァイキング・メタルバンドである。日本盤CDでは「ザイアフィング」と表記されることがあるが、これはスウェーデン語の発音を英語の綴りに基づいて無理に読み下したと思われる、原語とは異なる読み方である。スウェーデン語での発音は「テュルフィン」であり、スウェーデン語では th は [ð] ではなく [t]、y はドイツ語の ü に近い音 [y]、r は巻き舌で発音される。英語でもそれに従って「ティルフィン」などと発音される。

## 略歴
1995年に、パトリック・リンドグレン (G)、ヨアキム・クリステンソン (Ds、Vo)を中心に、ペーテル・ロフ (Key)、キミー・ショルンド (B)の4名で結成。パトリック、ヨアキムの2名は、パンテオン (Pantheon)というブラックメタルバンドで共に活動していたが、ヴァイキング・メタルを演奏するために、テュルフィン(Thyrfing)を立ち上げた。同年中に、1stデモ『Solen Svartnar』をリリースした。1996年になって、パトリック、ヨアキムとパンテオンで活動を共にしているトマス・ヴァーナネン (Vo)が加入。ヨアキムはドラム専任となる。ちなみに、この加入で、パンテオンのメンバー3名全員がザイアフィングに参加することになった。同年に、2ndデモ『Hednaland』をリリース。1997年には、ザイアフィングに専念するために、パンテオンが活動を休止した（事実上の解散）。オランダの新興インディペンデントレーベル・ハンマーハート・レコードと契約。ディスメンバーやエントゥームドのプロデューサーとしても知られるトマス・スコッグスベリをプロデューサーに迎え、サンライト・スタジオでレコーディングを行った。同音源は、1998年に1stアルバム『Thyrfing』としてリリースされ、デビューを果たした。1998年にヴィントラス (G)が加入し、ツインギター体制となる。2ndアルバム用の曲作りに入るが、レコーディング前にヴィントラスは脱退した。その後、シングルギター体制のまま、ヒポクリシーの活動でも知られるピーター・テクレンと、その兄トミー・テクレンをプロデューサーに起用して、2ndアルバムをレコーディング。1999年に2ndアルバム『Valdr Galga』をリリースした。2ndアルバムレコーディング後には、ヘンリク・スヴェグショー (G)が加入し、ツインギター体制に戻る。また、同年には1stデモと2ndデモを収録したコンピレーションアルバム『Hednaland』がリリースされている。2ndアルバムリリース後には、シックス・フィート・アンダー、ヴェイダー、クリプトプシーらとライヴで共演している。
2000年に3rdアルバム『Urkraft』をリリース。同アルバムは、日本のサウンドホリックから日本盤がリリースされた。同アルバムは、サウンドホリックのHIDDEN MANIACS SERIESの第1弾としてリリースされており、輸入盤に帯・解説が付いた仕様でのリリースとなった。2002年に4thアルバム『Vansinnesvisor』をリリース。同アルバムリリース後、ハンマーハート・レコードを離脱、スウェーデンのリゲイン・レコードに移籍。2005年に5thアルバム『Farsotstider』をリリースした。リリース後、トマス・ヴァーナネン、ヘンリク・スヴェグショーが脱退する。両名の脱退の理由は、モチベーションの低下であった。これを受けて、2007年に元ナグルファーのイェンス・ライデン (Vo)が加入。また、サポートメンバーとしてフレドリック・ヤンソン (G)がこの時期のライヴに参加しており、この頃になされたバンドへのインタビューでは、このフレドリック・ヤンソンがギタリストとして正式に加入するだろうと述べられていた。しかし、フレドリック・ヤンソンは正式加入することなく、5人体制のまま活動を継続する。2008年に6thアルバム『Hels Vite』をリリースした。リリース後、フレドリック・ヘーンボリ (G)が加入、再び6人体制となる。しかし、2012年に17年間在籍したキミー・ショルンドが脱退。17年間ドラマーを務めていた、ヨアキム・クリステンソンがベーシストに転向し、レイズ・ヘル、シンズ・オブ・オミッションで活動経験のあるデニス・エクダール (Ds)が加入した。また同年に、オーストリアのノイズアート・レコードに移籍。2013年に7thアルバム『De Ödeslösa』をリリースした。
2014年5月、創設メンバーの一人であるペーテル・ロフが脱退したことが発表された。脱退の原因は、個人的な理由でバンド活動を続ける時間が無くなってしまったからであるとバンド側は発表している。脱退発表の時点で後任を探してはおらず、当分の間5人で活動を続ける予定。その後、活動は停滞していたが、2021年に8年ぶりとなる8thアルバム『Vanagandr』をデスポッツ・レコードからリリースした。なお専任メンバー不在のキーボードについては、ベーシストのクリステンソンが兼任した。

## メンバー

### 現メンバー
- イェンス・ライデン (Jens Rydén) - ボーカル

ナグルファーやプロファンディでも活動。
写真家でもあり、主にヘヴィメタルバンドのバンド写真の撮影を行っている。カーナル・フォージやマーダックらのバンド写真を撮影している。
- パトリック・リンドグレン (Patrik Lindgren) - リズムギター

トワイライト・オヴ・ザ・ゴッズでも活動。
- フレドリック・ヘーンボリ (Fredrik Hernborg) - リードギター/リズムギター
- ヨアキム・クリステンソン (Joakim "Jocke" Kristensson) - ベース/キーボード

結成後から、トマス・ヴァーナネンが加入するまではドラムス兼ボーカルだった。トマス・ヴァーナネン加入後は、ドラムス専任だったが、キミー・ショルンド脱退を受けてベースに転向。更にペーテル・ロフの脱退後からキーボードを兼任する。
- デニス・エクダール (Dennis Ekdahl) - ドラムス

シンズ・オブ・オミッション、ミスティック・プロフェシー、レイズ・ヘルなどでも活動。

### 旧メンバー
- トマス・ヴァーナネン (Thomas Väänänen) - ボーカル
- ヴィントラス (Vintras) - ギター
- ヘンリク・スヴェグショー (Henrik Svegsjö) - ギター

コンストラクデッドでも活動。
- キミー・ショルンド (Kimmy Sjölund) - ベース
- ペーテル・ロフ (Peter Löf) - キーボード

### サポートメンバー
- ヘンリク・スヴェグショー (Henrik Svegsjö) - ボーカル

1stアルバム『Thyrfing』に参加。後にギタリストとして正式に加入する。
- マーケル・モーンソン (Markel Månson) - ボーカル

1stアルバム『Thyrfing』に参加。
- ヨナス・ニルソン (Jonas Nilsson) - ボーカル

2ndアルバム『Valdr Galga』に参加。
レイズ・ヘル、シンズ・オブ・オミッションで活動。
- トニ・コクムット (Toni Kocmut) - ボーカル

2ndアルバム『Valdr Galga』、3rdアルバム『Urkraft』、4thアルバム『Vansinnesvisor』、5thアルバム『Farsotstider』、6thアルバム『Hels Vite』、7thアルバム『De Ödeslösa』、8thアルバム『Vanagandr』に参加。
シンズ・オブ・オミッションで活動。
- マリア・ガウフィン (Maria Gauffin) - フィドル

3rdアルバム『Urkraft』、4thアルバム『Vansinnesvisor』に参加。イン・フレイムスの音源にも参加したことがある。
- マーティン・ペーション (Martin Persson) - ギター

3rdアルバム『Urkraft』に参加。ディスメンバー、シンズ・オブ・オミッションで活動。
- オルヤン・オルンクルー (Örjan Örnkloo) - ギター

4thアルバム『Vansinnesvisor』に参加。ダーケイン、イン・フレイムス、ザ・ダスクフォールなどの音源にも参加したことがある。
- ダニエル・ベリストランド (Daniel Bergstrand) - ボーカル、フィドル

4thアルバム『Vansinnesvisor』に参加。
音楽プロデューサーとして著名。イン・フレイムスやベヒーモス、メシュガーを担当している。
- ヘンリク・エデンヘッド (Henrik Edenhed) - ボーカル

5thアルバム『Farsotstider』に参加。
- ミッケ・ヤンソン (Micke Jansson) - ボーカル

5thアルバム『Farsotstider』に参加。アナニメイテッドで活動。
- フレドリック・ヤンソン (Fredrik Jansson) - ギター

ヘンリク・スヴェグショー脱退後のライヴにサポートとして参加。一時は正式加入の話もあったが、加入することはなかった。
- キミー・ショルンド (Kimmy Sjölund) - ベース

7thアルバム『De Ödeslösa』に参加。元メンバー。
- ナタリー・ヘーンボリ (Natalie Hernborg) - ボーカル

8thアルバム『Vanagandr』に参加。エターナル・オースのアルバムにもゲスト参加したことがある。
- ラスムス・ピール (Rasmus Pihl) - スピーチ、コーラス

8thアルバム『Vanagandr』に参加。
- ヤコブ・ヘルマン (Jakob Herrmann) - パーカッション

8thアルバム『Vanagandr』に参加。
- フォックス・スキナー (Fox Skinner) - チェロ

8thアルバム『Vanagandr』に参加。
グランド・メイガスでベーシストとして活動している。
- ロン・スノー (Lon Snow) - チェロ

8thアルバム『Vanagandr』に参加。

## ディスコグラフィー
アルバム
- Thyrfing (1998)
- Valdr Galga (1999)
- Urkraft (2000)
- Vansinnesvisor (2002)
- Farsotstider (2005)
- Hels Vite (2008)
- De Ödeslösa (2013)
- Vanagandr (2021)

コンピレーション
- Hednaland[注釈 1] (1999) - 1stデモと2ndデモのコンピレーションアルバム

デモ
- Solen Svartnar (1995)
- Hednaland (1996)